# Tavkvetili
Tavkvetili (Georgisch: თავკვეთილი) is een vulkaan van 2583 meter boven zeeniveau in het Samsarigebergte van de Kleine Kaukasus, gelegen in het zuiden van Georgië op de grens van de regio's (mchare) Samtsche-Dzjavacheti (gemeenten Achalkalaki en Bordzjomi) en Kvemo Kartli (gemeente Tsalka).
De berg heeft de vorm van een afgeknotte kegel en is samengesteld uit jonge andesieten en andesiet-dacieten lava. De lagere hellingen van de berg zijn subalpine weilanden terwijl de bovenste hellingen zijn bedekt door alpenweiden.